# Adriaan Kievits
Adriaan François Camille Louis Kievits (Den Haag, 30 augustus 1927 – 8 april 1984) was een Nederlands politicus van het CDA.
Hij is aan de Rijksuniversiteit Leiden afgestudeerd in de rechten en ging in 1956 werken bij het ministerie van Buitenlandse Zaken. Mr. Kievits was daar referendaris 2e klasse bij de afdeling binnenlands bestuur voor hij in januari 1961 benoemd werd tot burgemeester van Ammerzoden. In  december 1966 volgde zijn benoeming tot burgemeester van Zundert. Tijdens dat burgemeesterschap overleed hij op 56-jarige leeftijd. In Zundert is de Burgemeester Kievitslaan naar hem vernoemd.